# Ungmennafélag Grindavíkur
Ungmennafélag Grindavíkur (UMFG) är en idrottsklubb i Grindavík på Island. Det finns tre divisioner: fotboll (Knattspyrnudeild UMFG), basket och judo.
Idrottsklubben grundades första gången 1935 under namnet Íþróttafélag Grindavíkur. Klubben byter namn till Ungmennafélag Grindavíkur år 1963. Klubbens hemmaarena är Grindaviksvöllur med plats för 1 000 åskådare.